# تعقيم نساء الأمريكيين الأصليين
كان التعقيم القسري إجراءً قامت به هيئة خدمة الصحة الهندية والأطباء المؤيدون، للأمريكييات الأصليات في الستينيات والسبعينيات من القرن الماضي. تختلف أساليب التعقيم بين تدمير الأعضاء التناسلية وتعطيلها. كانت النساء في حالة ولادة معظم الوقت عندما استغل الأطباء الفرصة وعقموا النساء موهمين إياهن أن العملية قابلة للعكس بعلاج بسيط، ليجعلوه دائمًا دون معرفة الضحية. عقّم أطباء خدمة الصحة الهندية النساء الأمريكيات الأصليات من خلال الإكراه أو دون موافقتهن مستخدمين مجموعة متنوعة من التكتيكات. لم تعرف العديد من النساء أن الإجراء قد تم حتى سنوات بعد حصوله. شملت التكتيكات عدم تزويد النساء بالمعلومات الضرورية المتعلقة بالتعقيم، واستخدام الإكراه للحصول على توقيعاتهن على نماذج الموافقة، ونماذج موافقة مضللة، إضافة إلى عدم وجود فترة انتظار مناسبة (لا تقل عن 72 ساعة) بين توقيع استمارة الموافقة والإجراء الجراحي. عام 1976، وجد مكتب المحاسبة العامة في الولايات المتحدة أن خدمة الصحة الهندية عقّم 3,406 امرأة من الأمريكيين الأصليين خلال السنتين الماليتين 1973 و 1976، بما في ذلك ثلاث وعشرون امرأة تقل أعمارهن عن واحد وعشرين عامًا، وهو ما ييخالف قوانين وزارة الصحة والرعاية الاجتماعية. أظهرت النتائج أنه تم تعقيم 25-50 % من النساء الأمريكيات الأصليات باستخدام طرق مختلفة، مع العلم أن الطرق الرئيسية كانت ربط أنبوب فالوب أو استئصال الرحم.

## أنواع التعقيم
استُخدم كلّ من التعقيم الدائم وغير الدائم، إلا أن استئصال الرحم وربط الأنبوب كانا الطريقتين الرئيسيتين للتعقيم. استئصال الرحم هو إجراء شائع يستخدم لتعقيم النساء إذ يُزال الرحم عن طريق البطن أو المهبل. استخدمت هذه العملية لتعقيم النساء الأمريكيات الأصليات خلال ستينيات وسبعينيات القرن الماضي في الولايات المتحدة. شكل شائع آخر من أشكال التعقيم هو ربط أنبوب فالوب، وهو إجراء التعقيم الذي تكون فيه قناة فالوب للمرأة مربوطة أو مسدودة أو مقطوعة. بالنسبة للعديد من النساء، تنفذ هذه الإجراءات دون موافقتهن، ما يؤدي إلى لجوء العديدات منهن إلى الأطباء لإجراء عمليات مثل زراعة الرحم.
تشمل الأشكال الأخرى المستخدمة للتعقيم الكويناكرين، والديبو بروفيرا ونوربلانت. يستخدم الكويناكرين عادة لعلاج الملاريا، ولكن يمكن استعماله للتعقيم غير الجراحي. كانت هذه الطريقة عبارة عن شكل دائم آخر من أشكال التعقيم، حيث تُدخَل كبسولات إلى داخل الرحم لتدمير بطانة قناة فالوب. أما ديبو بروفيرا ونوربلانت فاستُعملا كأشكال غير دائمة من التعقيم. استُخدم ديبو بروفيرا بشكل رئيسي على النساء الأمريكيات الأصليات اللواتي يعانين من إعاقات ذهنية قبل أن يحصل على تصريح من إدارة الغذاء والدواء الأمريكية عام 1992.
باستخدام بيانات عام 2002 من المسح الوطني للنمو الأسري، وجد معهد الصحة الهندي الحضري أنه من بين النساء اللواتي يستخدمن وسائل منع الحمل، كانت أكثر الطرق شيوعًا التي تستخدمها نساء الهنود الأمريكيين والأمريكيات من سكان ألاسكا الأصليين الذين تتراوح أعمارهن بين 15 و 44 عامًا هي تعقيم الإناث (34%)، حبوب منع حمل عن طريق الفم (21 %)، والواقي الذكري (21 %). لكن بين البيض غير اللاتينيين، كانت أكثر الطرق شيوعًا هي حبوب منع الحمل عن طريق الفم بنسبة (36%) وتعقيم الإناث (20%) والواقي الذكري (18%).

## هيئة خدمة الصحة الهندية

شعار هيئة خدمة الصحة الهندية (IHS)

خدمات الصحة الهندية هي منظمة حكومية أنشئت عام 1955 للمساعدة في مكافحة الظروف المعيشية والصحية السيئة للأمريكيين الأصليين وسكان ألاسكا الأصليين. لا تزال هذه الخدمات تستخدم داخل الولايات المتحدة الأمريكية حتى اليوم وهي مزيج من مختلف المنظمات التي أنشئت لمكافحة مشاكل صحية محددة لسكان أمريكا الأصليين وسكان ألاسكا الأصليين. ما تزال المنظمة مسؤولة حتى اليوم عن تقديم الخدمات الصحية الفدرالية للهنود الأمريكيين وسكان ألاسكا الأصليين. ينص موقع خدمة الصحة الهندية على أنها المزود الرئيسي للرعاية الصحية الفدرالية والمدافع عن صحة الشعب الهندي، هدفها هو رفع مستوى صحتهم إلى أعلى مستوى ممكن. توفر خدمات الصحة الهندية نظامًا شاملاً لتقديم الخدمات الصحية لحوالي 2.2 مليون من الهنود الأمريكيين وسكان ألاسكا الأصليين الذين ينتمون إلى 573 من القبائل المعترف بها اتحاديًا في 37 ولاية. عام 1955، أعطى الكونغرس الأمريكي مسؤولية كاملة لخدمات الصحة الهندية، وخلال ذلك الوقت لم يكن لديه ما يكفي من الأطباء لإتمام إجراءات آمنة ومناسبة. بعد رفع أجور الأطباء، أصبحوا أكثر حذراً في إجراءاتهم وبدؤوا باعتماد علاجات لتحديد النسل تؤدي إلى التعقيم. أنشئت خدمات تنظيم الأسرة عام 1970 عندما كان التعقيم القسري يُجرى على النساء الأمريكيات الأصليات والفقيرات وصاحبات البشرة الملونة. حصلت خدمات تنظيم الأسرة على تمويل اتحادي لخدمات تنظيم الأسرة للعائلات ذات الدخل المنخفض والأسر التي لم تمتلك تأمينًا صحيًا. أصبحوا يمولون العيادات التي يُسمح فيها للنساء بالحصول على تعليم وتثقيف حول ماهية تحديد النسل وانخفاض تكلفة تحديد النسل. تقدم العيادات مجموعة متنوعة من البرامج لأي من احتياجات النساء. بدأت هذه البرامج والعيادات في وقت لاحق بالقيام بعمليات التعقيم بالتراضي.

## تاريخ التعقيم في أمريكا
تم استخدام تحسين النسل للسيطرة على معدل المواليد «الغير المناسب» المنبثق عن كتابات فرانسيس غالتون حول كيفية استخدام الوراثة لتحسين الجنس البشري. أصبحت حركة تحسين النسل شائعة جدا خلال القرن العشرين وفي عام 1907 أصبحت إنديانا أول ولاية أمريكية تسمح بالتعقيم الإيكولوجي الإلزامي. أصبحت ممارسة التعقيم الإيكولوجي الإلزامي طبيعية وعلى مدار العشرين عام القادمين ستقوم 15 ولاية أخرى بوضع ذات القوانين مثل قوانين التعقيم الإيكولوجي الإلزامي في ولاية إنديانا. كان هناك 32 ولاية شاركت في إجراءات التعقيم الممولة اتحاديا من اجل الأسر الأمريكية الأصلية وأصحاب البشرة السمراء والفقيرات وأصحاب الإعاقات. كاليفورنيا هي الدولة التي أجرت أكثر عدد من عمليات التعقيم في البلاد دون موافقة كاملة على إجراء العمليات. بعض الإجراءات تمت على فتيات دون سن 18 عامًا، وأصغر الفتيات سناً هي 9 سنوات. كان جوردون لينسكوم عالم أحياء في تكساس اقترح مشروع القانون لجعله إلزاميًا حتى يكون هناك تعقيم، كانت ميشيغان أول ولاية في البلاد تمارس عملية التعقيم القسري لكن الحاكم قام باستخدام حق النقض في وقت لاحق، بعد 4 سنوات قامت ولاية بنسلفانيا بالتعقيم القسري لكن تم ايقافها مرة أخرى كان ذلك عندما أصدر جورج بوش الأب قانون تنظيم الأسرة الذي سمح بتعقيم النساء الأمريكيات الأصليات دون موافقتهن، واصلت الولايات المتحدة بإقامة التعقيم القسري لكن ولاية أوريغون كانت الولاية الأخيرة التي فعلت التعقيم القانوني في تاريخ الولايات المتحدة في عام 1981.
أيدت قضية «باك ضد بيل» عام 1927 قانون التعقيم الإيكولوجي الإلزامي في فيرجينيا، نظرت المحكمة في قضية ثلاث نساء وهم ايما وكاري وفيفان، وأيدن اعتقاد تحسين النسل بأن سمات مثل التخلف هي وراثية، فازت جماعات الضغط لتحديد النسل بهذه القضية وتم تعقيم كيري باك، حكم القاضي أوليفر وندل هولمز على تعقيم كاري باك وقال: «من الأفضل لجميع العالم بدلاً من انتظار تنفيذ حكم الإعدام على ذرية فاسدة الاخلاق ومستعدة للجريمة، أو تركهم يتضورون جوعًا بسبب انحرافهم، فيمكن للمجتمع أن يمنع من هم غير لائق بشكل واضح من مواصلة نوعهم. مبدأ أن التطعيم الإلزامي للعقوبات واسع بما يكفي لتغطية قطع قناة فالوب». إن مبدأ العقوبات الإجباري للتطعيم هو كافي لتغطية قناة فالوب. تبرز هذه القضية مع مقولة هولمز عقلية الناس في ذلك الوقت. علاوة على ذلك، أيدت هذه القضية الاعتقاد بأن الصفات غير المرغوب فيها مثل التخلف والفقر واللاأخلاقية هي كلها صفات موروثة وعن طريق تعقيم الأم فإن تلك السمات غير المرغوب فيها سيتم القضاء عليها في النهاية من المجتمع. لم يكن هناك تشريع يحظر ممارسات التعقيم التي زادت في الستينيات والسبعينيات بل كان ينظر إليها على أنها وسيلة قابلة للحماية من وسائل منع الحمل.
في عام 1974 اثناء قضية «ريلف ضد ونبرجر» طلبوا من وزارة الصحة والخدمات الإنسانية توضيح تعريف التطوع والتراضي. تم رفع القضية بسبب عدم معرفة الأقليات والاستغلال الذي كانوا يتعرضوا له. اِناء هذه القضية أيضا كان هناء ما يتراوح بين 100,000 و150،000 شخص تم تعقيمهم بواسطة منظمات تمولها الحكومة الفيدرالية. قرر القاضي في النهاية أنه لا يمكن استخدام الأموال الفيدرالية لتمويل التعقيم القسري.

## لماذا عُقّمت النساء من السكان الأصليين؟

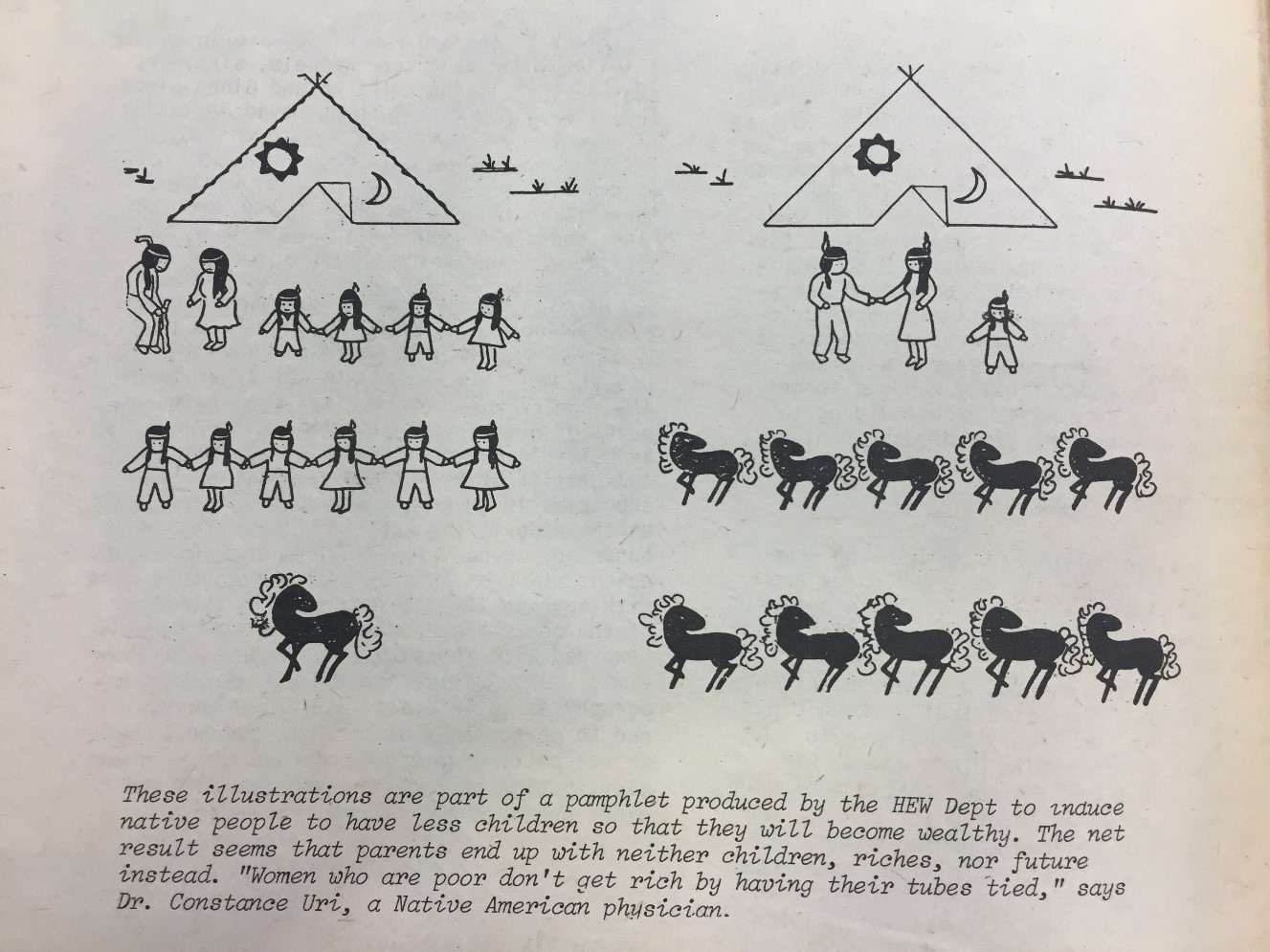
هذا المنشور الذي أنشأته وزارة الصحة والتعليم والرعاية الاجتماعية لحث النساء الأمريكيات الأصليات على إجراء تعقيم. الجانب اليسار يظهر كيف ستعود كثرة الأطفال على الأهل بمحدودية الموارد وإثقال الأعباء على كاهلهم وكيف أن الحد من النسل بعد إجراء التعقيم سيؤدي إلى وفرة الموارد والسعادة.

لم تكن النساء الأمريكيات الأصليات الوحيدات اللواتي تعرضن للتعقيم القسري. كانت النساء السود والنساء الفقيرات تعانين أيضًا من هذه الممارسات. في سبعينيات القرن الماضي، وبعد أن فرضت حكومة الولايات المتحدة على السكان الاصليين الانتقال إلى المدن دون دعم كافٍ، أو إلى المحميات الهندية كان العديد من الأميركيين الأصليين يعانون من الفقر. ومع ذلك، اعتمد السكان الأمريكيون الأصليون على المنظمات الحكومية مثل خدمات الصحة الهندية ووزارة الصحة والتعليم والرعاية الاجتماعية ومكتب الشؤون الهندية. كانت الخدمات الصحية الهندية المزود الرئيسي للخدمات الصحية بالنسبة لهم. جعل اعتماد سكان أمريكا الأصليين على المنظمات الحكومية للحصول على الخدمات الصحية هؤلاء أكثر عرضة للتعقيم القسري من غيرهم من الأمريكيين.
نظر معظم الأطباء البيض الذين يقومون بهذا الإجراء إلى التعقيم كأفضل بديل لتلك النساء زاعمين أنه سيحسن وضعهن المالي ونوعية حياة أسرهن. يعتقد الكثير من الأطباء أن النساء الأمريكيات الأصليات لسن ذكيات بما يكفي لاستخدام وسائل أخرى لتحديد النسل. استُهدفت النساء الأميركيات من السكان الأصليين والفقراء والمعوّقين والنساء ذوات البشرة الملونة بالتعقيم القسري لأن الأطباء البيض يعتقدون أنهن لسن بالذكاء الكافي لاعتماد طرق أخرى لتحديد النسل. استهدفوهن بسبب إيمانهن بأن العائلة الكبيرة أفضل من الصغيرة، ما يرفع معدل المواليد لدى غير البيض مهددًا سيطرتهم. قيل إن متوسط ولادات النساء البيض كان 2.42 طفلاً في السبعينيات، لكنه انخفض في الثمانينيات إلى 2.14. أما بالنسبة للقبائل الأمريكية الأصلية، انخفض معدل المواليد لديها بحوالي 55 % من السبعينيات إلى الثمانينيات بسبب عمليات التعقيم. دُفعت رواتب الأطباء مقابل إجراء عمليات استئصال الرحم وربط أنبوب فالوب عوضًا عن طرق أخرى من تحديد النسل. مع انخفاض عدد الأشخاص الذين يتقدمون بطلب للحصول على المعونة الطبية والرعاية الاجتماعية، يمكن للحكومة الفدرالية خفض الإنفاق على برامج الرعاية الاجتماعية. عندما سُئل الأطباء عن مواقفهم المتعلقة بسياسات تحديد النسل، أجاب 94 % منهم قائلين إنه إذا كانت الأم ترعى ثلاثة أطفال أو أكثر فإنها ستوافق على التعقيم الإجباري.
لا يوجد أي دليل على أن خدمات الصحة الهندية تطلب من موظفيها علانية تعقيم النساء الأمريكيات الأصليات ولا يوجد فائدة مالية لهؤلاء الطباء للقيام بذلك. مع ذلك، خلال الستينيات والسبعينيات  من القرن الماضي، كان ينظر إلى التعقيم كخيار عملي من أشكال منع الحمل. تشير إحدى النظريات إلى أن أطباء الخدمات الصحية الهندية كانوا يتقاضون أجورًا أقل من اللازم، لذلك كانوا يعملون على تعقيم النساء الأمريكيات الأصليات بحيث يكون عملهم أقل في المستقبل.
نظرا لعدم وجود فائدة مالية لأطباء خدمات الصحة الهندية لتعقيم النساء الأمريكيات، فكان هناك عوامل اجتماعية أو ثقافية جعلتهم يقوموا بعمليات التعقيم، في سبعينيات القرن العشرين، ساهمت القوالب النمطية السلبية لنساء الأمريكيات الأصليات في جعل الأطباء البيض يعتقدوا أنهم لن يستطيعوا الحد من عدد الأطفال أو استخدام وسائل منع الحمل بشكل فعال، لذلك نظر أصحاب الطبقة الوسطى البيضاء على هؤلاء النساء بأن التعقيم هو أكثر أشكال تحديد النسل قابلية للتطبيق. عندما سئل الأطباء عما إذا كانوا سيقومون بتعقيم مرضاهم في عيادتهم الخاصة فكان 6٪ منهم فقط وجدوا التعقيم هو خيار قابل للتطبيق في حين أن 14 ٪ شعروا أنه سيكون خيارًا قابلاً للتطبيق للأفراد على الرعاية الاجتماعية فقط. تشير الإحصاءات إلى وجود اختلاف في وجهات نظر الأطباء فيما يتعلق بالطبقة الاجتماعية والاقتصادية للأفراد المختلفين.
تستخدم خدمة الصحة الهندية اليوم التعقيم كوسيلة لتنظيم الأسرة، ومع ذلك فإن ربط البوق وخصي الرجال هما الإجراءان الوحيدان اللذان يمكن إجراؤهما لغرض التعقيم الأولي. ليوم من الناحية القانونية يطلب خدمات الصحة الهندية من المريض إعطاء الموافقة لإجراء العملية ويجب ان يكون المريض بعمر 21 عاما أو أكبر وألا يكون المريض مسجل في مرفق إصلاحي أو عقلي.

## آثار التعقيم
كان التأثير المباشر لتعقيم النساء الأمريكيات الأصلية هو انخفاض عدد السكان الأمريكيين، في السبعينيات كان متوسط معدل المواليد للنساء الأمريكيات الأصليات 3.7 وفي عام 1980 انخفض إلى 1.8.. بين عامي تم تعقيم ما لا يقل عن 25٪ من النساء الأمريكيات الأصلية الذين تتراوح أعمارهم بين خمسة عشر وأربعة وأربعين، وهذا يعني أنه على الأقل ربع الأمريكيين الأصليين لم يتمكنوا من الحمل إذا كانوا قادرين على ذلك.
كان لانخفاض معدل المواليد تأثيرًا واضحا على العدد الرقمي، وايضا أثر التعقيم أيضًا على الأفراد نفسيًا واجتماعيًا. من ضمن ثقافة الأمريكيين الأصليين ان خصوبة المرأة تعتبر إلى جانب وحدة الأسرة إلى حد كبير. إن عدم قدرة المرأة على إنجاب الأطفال من شأنه أن يسبب العار والإحراج وإدانة محتملة نظرًا لكيفية رؤية الأمريكيين الأصليين للأمومة، يمكن أن تتفاقم هذه المشاعر بسبب الجذور الثقافية العميقة لأميركا الأصلية التي تستند إلى قيمة الأسرة. في عام 1977رفع المحامي مايكل زافالا قضية في ولاية واشنطن بعد تعقيم ثلاث نساء من شايان من مونتانا دون موافقتهن، وبالرغم من ذلك فإن النساء للائي تم تعقيمهن لم يعلنوا ذلك بسبب خوفهن من التداعيات القبلية. صرح ماري سانشيز كبير القضاة القبليين في محمية شايان الشمالية قائلا «الشئ الذي هو أكثر إحباط من الفواتير القانونية المرتفعة هو خطر فقدان مكان واحد في المجتمع الهندي حيث ان لتعقيم صدى ديني معين». كان هناك أماكن تقام فيها تلك العمليات بشكل غير نظيف أو معقم أو مطهر مما ادي إلى وجود علاج إضافي لشفاء هؤلاء النساء لكن الحكومة قامت بتغطية عملية تعقيم النساء فقط من الناحية المالية لذلك كان الأمر متروكا للنساء حول كيفية الحصول على الدواء، في أكثر الحالات لم يكن لدى النساء المال الكافي لشراء الأدوية اللازمة للعلاج مما أدى إلى وافتهم في نهاية الأمر.   